# マシュリク

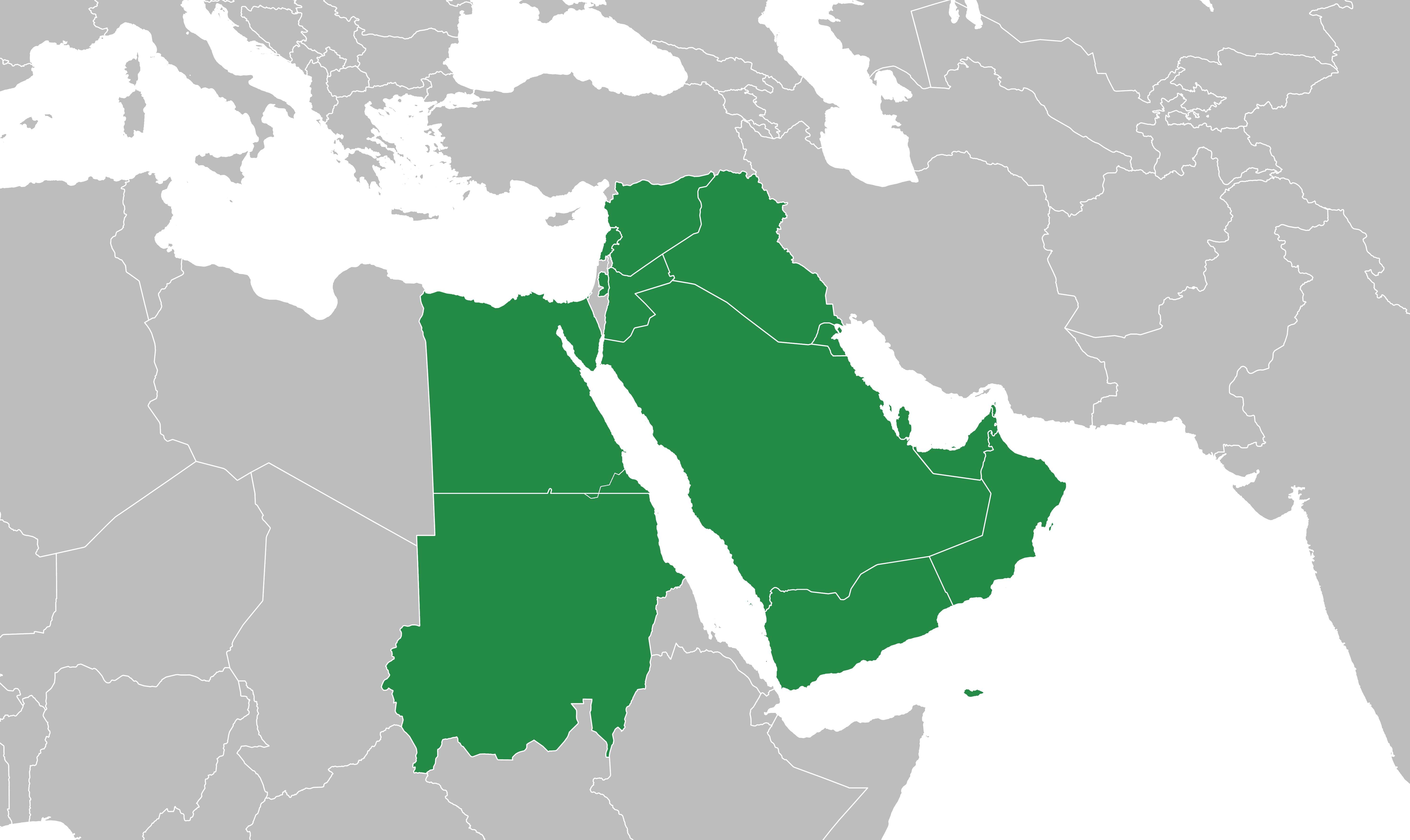
現代におけるマシュリク地域の範囲

マシュリク（アラビア語: ٱلْمَشْرِق Mashriq）は、アラビア語の「日が昇るところ」を原義とし、「東方」を意味する語。マグリブ（西方）に対して東方を指し、普通にはおおむねエジプト以東のアラブ諸国（東アラブ）のことであるが、その地理範囲は一定ではない。
古くはアッバース朝の都バグダードを中心とみて、イランの東部と中央アジアを指したこともあった。イスラム世界の中心から離れたマグリブの人々にとっては、マシュリクとは東方の聖地マッカ（メッカ）や学問の中心カイロの方面を指して漠然と呼ぶのに使われた地理概念であった。今日ではシリア地方やイラクを指す言葉として用いられることが多いが、マグリブの地理概念に比べるとマシュリクのそれは曖昧であり、地域内の経済的・政治的繋がりもマグリブ諸国ほど緊密であるとはいえない。

## 交通

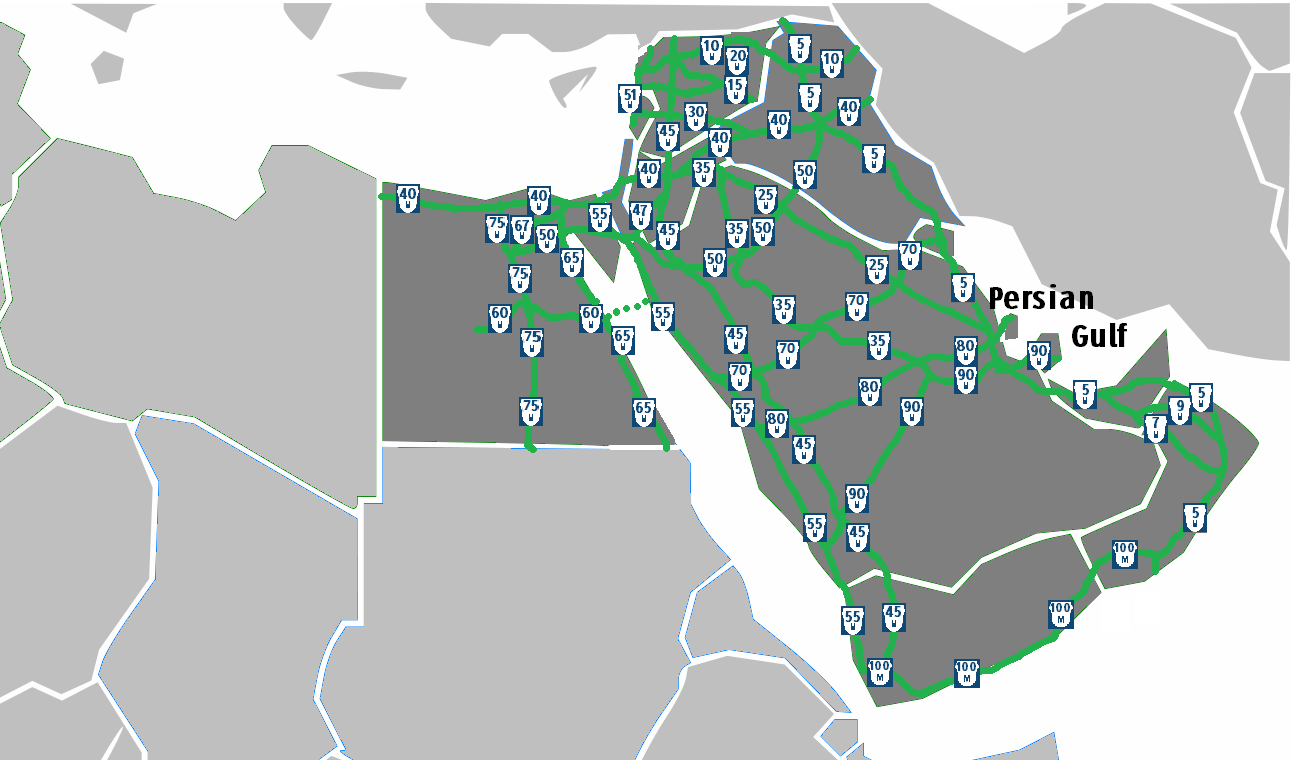
マシュリク国際道路網の地図

交通に関して以下の地域連携プロジェクトがある。
- アラブ・マシュレク国際道路ネットワーク
- アラブ・マシュリク国際鉄道（英語版）